# Головчинцы (Тернопольская область)
Головчинцы (укр. Головчинці) — село в Толстенской поселковой общине Чортковского района Тернопольской области Украины.
До 2020 года входило в Залещицкий район.
Код КОАТУУ — 6122082101. Население по переписи 2001 года составляло 633 человека.

## Географическое положение
Село Головчинцы находится на берегу реки Тупа,
выше по течению примыкает посёлок Толстое,
ниже по течению на расстоянии в 1 км расположено село Королёвка.
Рядом проходит автомобильная дорога М-19 (E 85).

## История
- 1486 год — дата основания.
- В 1982 году присоединено к посёлку Толстое.
- В 1989 году село восстановлено.

## Объекты социальной сферы
- Школа I ст.
- Детский сад.
- Дом культуры.
- Фельдшерско-акушерский пункт.

## Достопримечательности
- Братская могила советских воинов.